# Anton Stefan Karcher
Anton Stefan Karcher (auch Stephan, * 25. Dezember 1903 in Au im Murgtal; † 7. Juni 1986 in Waghäusel) war ein deutscher Lehrer, Maler, Glasmaler und Grafiker mit Tätigkeitsschwerpunkt im Bereich kirchlicher Kunst.

## Leben
Karcher wuchs in Gaggenau auf, wo sein Vater als Ratschreiber beschäftigt war. Zur Bestreitung seines Lebensunterhalts schlug er die Volksschullehrerlaufbahn ein. Schon früh wandte er sich aber auch der Malerei zu. Seine künstlerische Ausbildung erhielt er als Hospitant an der Badischen Landeskunstschule in Karlsruhe unter anderem bei August Babberger und Siegfried Czerny. 1949 war er mit mehreren Werken auf einer von Otto Gillen angeregten Ausstellung christlicher Kunst im Badischen Kunstverein in Karlsruhe vertreten (Pfingstbild, Kreuzwegstationen). In den folgenden Jahren wurde er zu ähnlichen Ausstellungen auch in Freiburg, Mannheim, Stuttgart, Aachen, Köln, Berlin und München eingeladen. 1954 wurde ein Kreuzigungstriptychon Karchers auf einer Ausstellung der Gemeinschaft christlicher Künstler in der Erzdiözese Freiburg ebenfalls im Badischen Kunstverein in Karlsruhe gezeigt.
In den 1960er Jahren schuf Karcher ganze Serien größerer Altarwandfresken und Kirchenfenster für katholische Kirchenneubauten, unter anderem in Pforzheim-Buckenberg, Schömberg, Birkenfeld, Loffenau und Wiesloch-Schatthausen. Dargestellt war meist der thronende Christus mit Heiligengruppen. Über einen Schweizer Missionar, der während des Kriegs als Architekt ausgebildet worden war, kam Karcher an Aufträge zur Ausstattung von Missionskirchen in Japan. Die Glasfenster wurden nach seinen Entwürfen in deutschen Werkstätten hergestellt und nach Japan verschifft. Ein Zyklus aus 16 Glasbildern kam in die St.-Anna-Kirche in Muroran auf Hokkaido, ein zwölfteiliger Zyklus in der Missionskirche der Maryknoll Fathers in Kamakura. Für die Kirche der deutschen Redemptoristen in Taniyama-shi fertigte er einen Kreuzweg an, für die Heilig-Geist-Kirche in Kyoto ein Altarwandbild.
Neben Wandbildern und Glasfenstern entwarf Karcher für viele Kirchengemeinden in Deutschland und Übersee das Kirchensiegel.

## Privates
Verheiratet war Karcher mit Luise, geborene Spannagel (* 26. Mai 1908 in Rauenberg bei Heidelberg; † 19. April 1987 in Schwetzingen). Die Ehe wurde am 22. November 1953 in Reichenbach geschlossen. Seinen Ruhestand verbrachte Karcher zunächst in Gernsbach. 1973 zogen die Eheleute nach Kirrlach (heute Waghäusel). Zuletzt wohnten sie in Waghäusel.

## Werke (Auswahl)

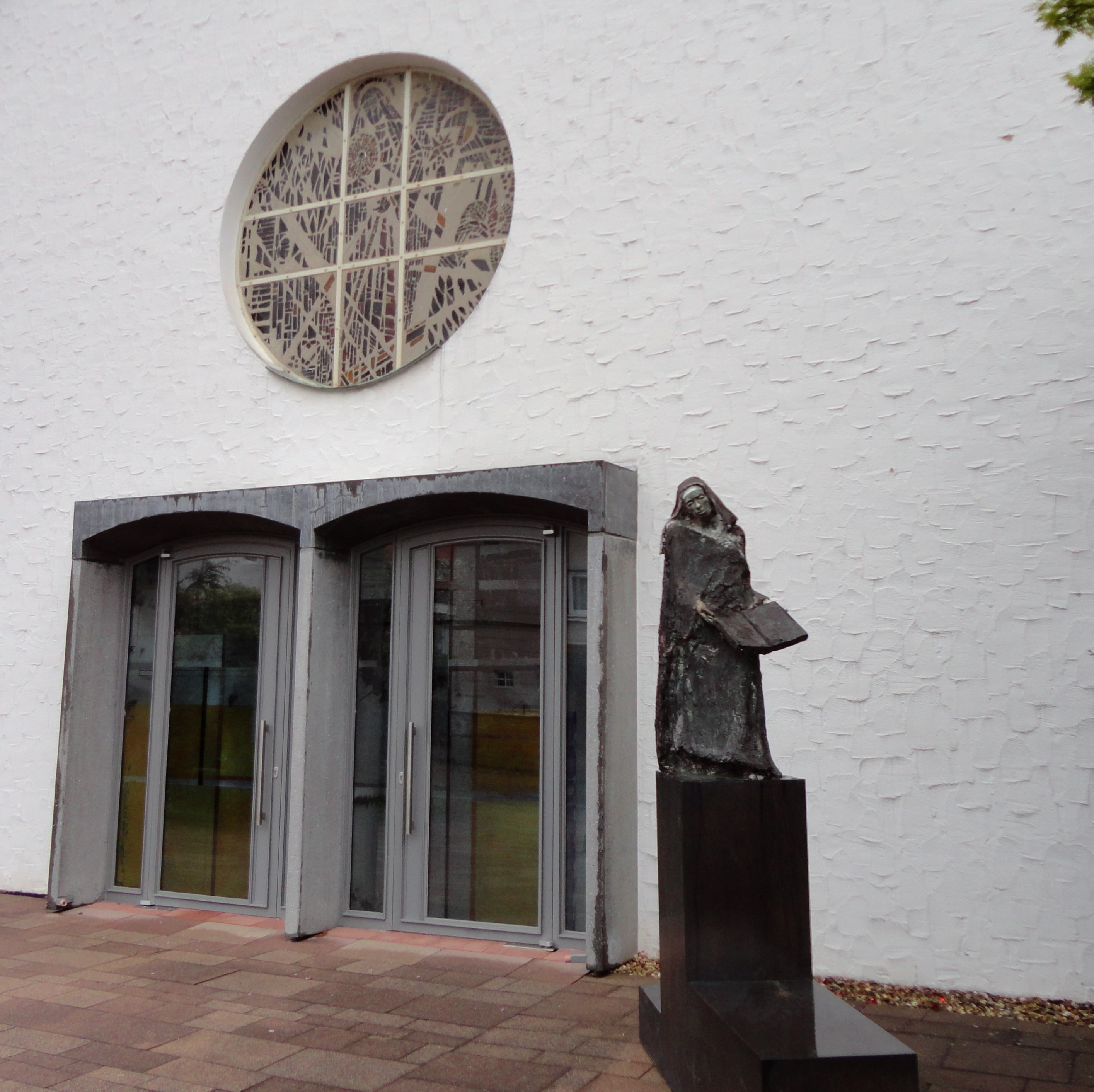
Glasfenster in St. Klara, Birkenfeld

- Birkenfeld, Glasfenster in der Westwand der Kirche St. Klara[2]
- Loffenau, St. Theresia, Hochfestfenster (Weihnachtsfenster mit Verkündigung, Geburt Jesu und Heiligen Drei Königen; Osterfenster mit Ölbergszene, Auferstehung und Christi Himmelfahrt; Pfingstfenster mit Pfingstnovene, Ausgießung der Feuerzungen und Parusie)
- Schömberg, Pfarrkirche St. Joseph, Altarwandbild mit thronendem Christus mit dem Patron der Kirche als Fürbitter für die Notleidenden (1961–1963, nicht erhalten)
- Söllingen, Pfarrkirche St. Pius X., Altarwandbild mit thronendem Christus, Evangelistensymbolen, Pius X. als Kirchenpatron[3]

## Archivquellen
- Stadtarchiv Pforzheim: Bestand S 3, Nr. 747: „Zeitungsausschnitte-Personen“: Anton Stefan Karcher (Findmittel)